# 拉帕拉德
拉帕拉德（法語：Laparade，法語發音：[lapaʁad]）是法国洛特-加龙省的一个市镇，位于该省中部偏西，属于马尔芒德区。

## 地理
拉帕拉德（44°23'18"N, 0°26'52"E）面积16.22 平方千米，位于法国新阿基坦大区洛特-加龍省，该省份为法国西南部内陆省份，北起多爾多涅省，西接吉倫特省和朗德省，南至热尔省，东临塔恩-加龙省和洛特省。
与拉帕拉德接壤的市镇（或旧市镇、城区）包括：布吕尼亚克、洛特河畔卡斯泰尔莫龙、克莱拉克、格拉特卢-圣盖朗、洛特河畔拉菲特。
拉帕拉德的时区为UTC+01:00、UTC+02:00（夏令时）。

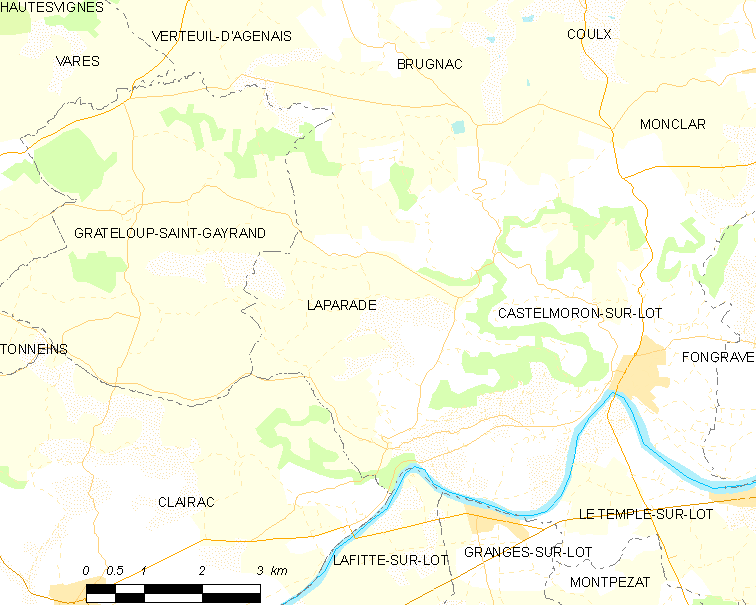
拉帕拉德的OSM定位图

## 行政
拉帕拉德的邮政编码为47260，INSEE市镇编码为47135。

## 政治
拉帕拉德所属的省级选区为托南斯县。

## 交通
洛特-加龙省省道D202线和D263线在拉帕拉德镇中心交汇，D101线经过北侧境内。

## 人口

1962-2008年间拉帕拉德人口变化图示

拉帕拉德于2022年1月1日时的人口数量为395人。